# 陈红 (垒球运动员)
陈红（1970年2月28日—），中国女子垒球运动员。她在1996年亚特兰大夏季奥林匹克运动会中，参加了女子垒球比赛并获得团体银牌。